# Carol (roman)
Pour les articles homonymes, voir Carol.

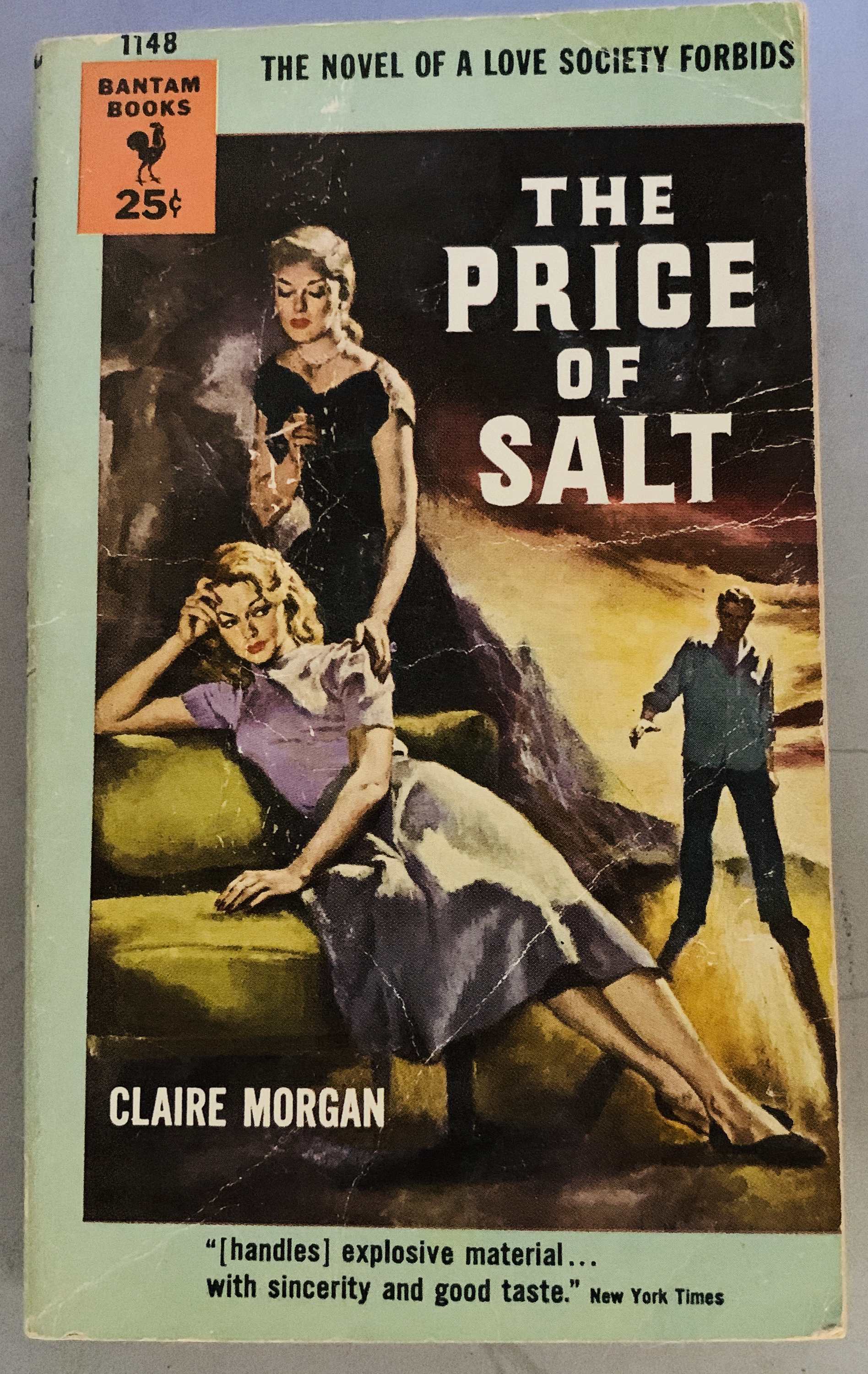

Carol (The Price of Salt ou Carol, dans l'édition originale américaine), est un roman d'amour entre deux femmes de Patricia Highsmith, d'abord publié sous le pseudonyme de Claire Morgan en 1952 dans une première version censurée. La version intégrale du texte, titrée The Price of Salt, paraît au Royaume-Uni, sous le pseudonyme, puis sous la signature Patricia Highsmith,.
En France, le roman est d'abord traduit par Emmanuèle de Lesseps en 1985, reprenant pour l'auteur de l’œuvre originale en anglais le pseudonyme de Claire Morgan et le titre Les Eaux dérobées, puis sous son titre actuel et le nom de Patricia Highsmith à partir de 1990 et pour toutes les éditions ultérieures.

## Résumé
À New York, quelques jours avant Noël, Thérèse Belivet, une jeune décoratrice de théâtre qui ne trouve pas de travail, accepte un emploi chez Frankenberg, un grand magasin, pour la période des fêtes. Une autre employée, Mme Robichek, tente de la séduire, mais Thérèse sombre dans une sorte de torpeur. 
Le compagnon de Thérèse, Richard, lui fait rencontrer Phil, qui peut l'aider à trouver un emploi dans un théâtre. Cependant, lors de son travail au magasin, apparaît une grande femme blonde en manteau de fourrure. La cliente lui achète un train électrique  pour sa fille. Thérèse ne peut l'oublier et lui envoie une carte avec son numéro de service. La cliente téléphone au magasin pour la remercier et lui propose de prendre un verre ensemble pour le lendemain. Commence alors une obsession amoureuse à l'égard de cette femme. 
Thérèse fait ainsi la connaissance de Carol, une femme mariée en instance de divorce. Elles découvrent leurs sentiments réciproques, mais Carol craint que son mari ne se serve de leur relation pour lui retirer la garde de leur enfant.
Carol décide alors d'emmener Thérèse dans un road trip enneigé, où elles ne pourront se cacher leurs sentiments respectifs...

## Genèse et développement
Le roman est inspiré par une rencontre entre Highsmith et Mme E. R. Senn (Kathleen Wiggins Senn), une femme blonde qui portait un manteau de vison, alors qu'elle travaillait comme vendeuse au rayon des jouets de Bloomingdale's à New York pendant les fêtes de Noël en 1948. Ce soir-là, elle écrit un plan de huit pages. Elle le développe dans les semaines qui suivent et l’achève en 1951,.
Elle ira jusque chez elle sans oser la rencontrer. Mme Senn, dépressive, se suicida au monoxyde de carbone avant la publication du livre.

## Réception
Deuxième roman de Patricia Highsmith, après L’Inconnu du Nord-Express, Carol n'est pas un roman policier, pour cette raison Highsmith choisit de le publier sous pseudonyme, d'autant que son éditeur, Harper & Brothers, refusa de le publier, car il doutait du succès d'une œuvre sur une relation lesbienne. La romancière dut se résoudre à trouver un nouvel éditeur. Dans l'avant-propos de 1989, la romancière indique les circonstances de sa rédaction, la bonne réception critique du livre et les succès rencontrés par la première édition, en partie auprès du lectorat lesbien, et l'édition de poche qui se vendit « à presque un million d'exemplaires ». Patricia Highsmith souligne aussi les nombreuses lettres de lesbiennes qui témoignèrent de leur reconnaissance pour avoir écrit un roman lesbien qui se terminait bien, à la différence des représentations négatives et pessimistes courantes à l'époque.

## Adaptation
- 2015 : Carol, film britannico-américain réalisé par Todd Haynes, adaptation du roman éponyme de Patricia Highsmith, avec Cate Blanchett dans le rôle-titre, Rooney Mara, Sarah Paulson et Kyle Chandler